# Frío solar

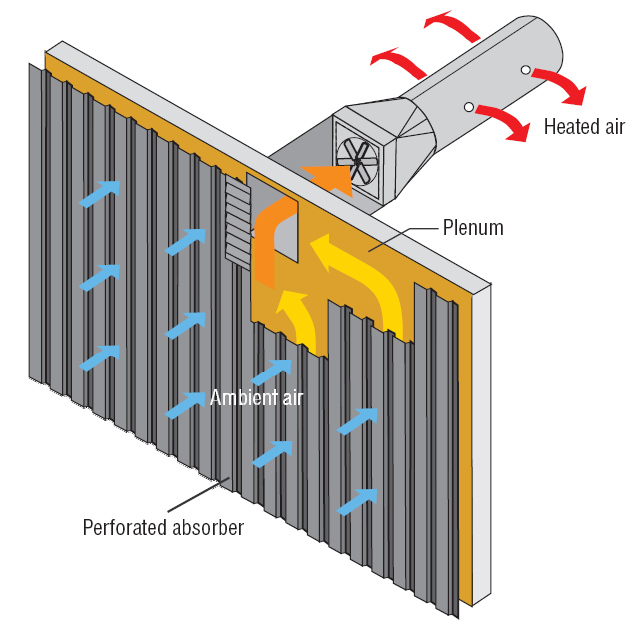
Sistema de absorción de energía solar.

Los términos Frío solar y refrigeración solar se refieren a sistemas que usan la energía solar para la refrigeración de ambientes. La aplicación más frecuente es el acondicionamiento de aire, tanto en edificios como en ambientes móviles (sobre todo vehículos). Existen sistemas basados en fotovoltaica y otros en energía solar térmica.

## Introducción
La tecnología del frío solar parte de una idea aparentemente contradictoria: aprovechar el calor para generar frío. Teniendo en cuenta que el consumo eléctrico sube considerablemente durante los meses de verano por el uso de los aparatos de aire acondicionado, la generalización de esta tecnología puede suponer un desarrollo muy positivo en la implantación de nuevas aplicaciones de las energías renovables y en la reducción de dichas puntas de consumo eléctrico.

## Funcionamiento

### Sistemas basados en fotovoltaica
Cualquier aparato eléctrico de aire acondicionado podría funcionar a partir de la energía generada por módulos solares fotovoltaicos. Existen varios fabricantes que venden combinaciones entre las dos tecnologías. La ventaja es que no se necesitan aparatos especiales y los dos elementos están disponibles en el mercado. La desventaja es el bajo rendimiento, comparados con los sistemas de energía solar térmica.

### Sistemas basados en energía solar térmica
Los sistemas basados en la energía solar térmica extraen mayor rendimiento de las instalaciones - a menudo infra-aprovechadas o en riesgo de sobrecalentamiento durante el verano. Es una de las aplicaciones con energía solar en la que mejor se adapta la oferta con la demanda.
La tecnología utilizada en estos sistemas, la refrigeración por absorción, se basa en la capacidad de absorber calor de ciertos pares de sustancias, como el agua y el bromuro de litio o el agua y el amoníaco. Su funcionamiento se basa en las reacciones físico-químicas entre un refrigerante y un absorbente, accionadas por una energía térmica -que en el caso de la energía solar es agua caliente. Instalaciones solares de este tipo requieren equipos e instalaciones especiales en las que cada vez hay más experiencia pero que conviene tener un importante respaldo tanto en el diseño como en la ejecución, puesta en marcha y explotación de la instalación.
El funcionamiento de cualquier máquina de refrigeración por absorción se basa en tres fenómenos físicos elementales:
1. Cuando un fluido se evapora absorbe calor y cuando se condensa cede calor.
2. La temperatura de ebullición de un líquido varía en función de la presión, es decir, a medida que baja la presión, baja la temperatura de ebullición.
3. Hay establecidas parejas de productos químicos que tienen cierta afinidad a la hora de disolver el uno al otro.

En un ciclo convencional de refrigeración con compresor mecánico, el fluido refrigerante en estado líquido fluye por el evaporador, el medio a enfriar cede calor bajando su temperatura, mientras que el refrigerante se evapora. El vapor a baja presión pasa al compresor incrementando su presión y temperatura hasta un punto en el que el vapor se licúa cediendo calor al medio a calentar utilizado en el condensador. El líquido refrigerante va desde el condensador a un elemento de expansión en el que su presión y temperatura se reducen a las del evaporador completándose el ciclo.
Si sustituimos el compresor mecánico del ciclo de refrigeración anterior por un compresor térmico compuesto por un absorbedor y un generador, también denominado concentrador obtenemos de ciclo de refrigeración por absorción.
En el ciclo con agua y bromuro de litio como refrigerante y absorbedor respectivamente, el vapor del refrigerante liberado en el evaporador se absorbe en la solución absorbente y esta se diluye. Para recuperar el refrigerante y reconcentrar la solución, esta se bombea al generador, (concentrador) donde mediante el aporte de calor (por ejemplo energía solar) se libera el refrigerante por destilación. La solución concentrada se envía al absorbedor para volver a absorber refrigerante.
El vapor refrigerante liberado en el generador a mayor presión y temperatura pasa al condensador.
En algunos procesos industriales se trabaja para incrementar la conducción de calor, bien utilizando materiales de alta conductividad o configuraciones con un elevado área de contacto. En otros, el efecto buscado es justo el contrario, y se desea minimizar el efecto de la conducción, para lo que se emplean materiales de baja conductividad térmica, vacíos intermedios (ver termo), y se disponen en configuraciones con poca área de contacto.

## PSE-ARFRISOL
PSE-ARFRISOL intenta demostrar que es posible ahorrar entre un 80 y un 90% de energía en el acondicionamiento energético de los edificios (calefacción y refrigeración) en diferentes zonas geográficas de España. El CIEMAT lidera el Proyecto Singular Estratégico de I+D sobre Arquitectura Bioclimática y Frío Solar (PSE-ARFRISOL), incluido en el Plan Nacional de Energía de España.

### Participantes
- Acciona
- Dragados
- FCC
- OHL
- Atersa
- Gamesa
- Isofotón
- Unisolar
- Universidad de Almería
- Universidad de Oviedo
- Fundación Barredo-Asturias
- ClimateWell

## Fabricantes
- ClimateWell
- Daikin
- Fagor- Rotartica